# Invasion du Dauphiné en 1692
L'invasion du Dauphiné en 1692 est un épisode de l'histoire du Queyras et du Gapençais au cours duquel une armée de 40 000 hommes commandée par Victor-Amédée II de Savoie, impliqué dans la Ligue d'Augsbourg, occupa et dévasta la région correspondant au nord de l'actuel département des Hautes-Alpes.

## La situation du Dauphiné en 1692
Indépendant jusqu'en 1349, le Dauphiné a été « transporté » au roi de France à cette date par le dernier dauphin indépendant, Humbert II, sans héritier. Au XVe siècle le « dauphin » Louis II, futur roi de France sous le nom de Louis XI, accroît sa cohésion territoriale en y rattachant les deux comtés du Valentinois et du Diois et remplace les sept bailliages d'avant 1349 par trois circonscriptions : la sénéchaussée de Valence et les deux bailliages du Viennois et des Montagnes. Le Conseil delphinal est transformé en Parlement du Dauphiné, des impôts sont progressivement établis. À la fin du XVIIe siècle, le Dauphiné ne se distingue plus guère des autres provinces françaises, son intégration au royaume de France est terminée.
La fiscalité royale, qui pèse lourdement sur une population particulièrement pauvre, est à la source de conflits et de revendications parfois violentes, comme lors du carnaval de Romans en 1580, qui aboutit finalement à ce que la taille soit réelle en Dauphiné, c'est-à-dire attachée à la terre et non plus à la personne, un cadastre étant établi pour toute la province. Dans cette région de montagne, l'industrie est naturellement particulièrement peu développée. « L'assemblée des dix villes », Grenoble, Valence, Vienne, Romans, Montélimar, Crest, Die, Gap, Embrun, Briançon est médiocrement reliée par un réseau de routes et de ponts déficients. Tant à la ville qu'à la campagne, des fléaux comme les mauvaises récoltes s'abattent régulièrement sur la population.
La révocation de l'édit de Nantes en 1685 provoque le départ d'environ 20 000 protestants, ce qui affaiblit l'économie dauphinoise, déjà fortement mise à mal par les guerres d'Italie, les guerres de Religion et les guerres de Louis XIV.

## La ligue d'Augsbourg
La ligue d'Augsbourg, crée en 1686, est une alliance de la plus grande partie des pays d'Europe contre l'impérialisme de la France de Louis XIV, alors au sommet de sa puissance. Certains aspects de la politique étrangère de Louis XIV avaient particulièrement contribué à susciter cette alliance : politique des Réunions de 1678 à 1681, agression française contre les Pays-Bas espagnols en 1683-1684, bombardement de Gênes en 1684. À partir de 1676 la politique anti-protestante, menée avec acharnement et qui aboutit à la révocation de l'édit de Nantes en 1685, soude le front des princes protestants. Guillaume III d'Orange-Nassau, qui vise le trône d'Angleterre de son beau-père Jacques II, désire occuper Louis XIV sur le continent.
En 1686, la Hollande et la Suède renouvellent leur alliance défensive. Le 7 mai 1686 l'Empereur et l'électeur de Brandebourg en font de même. Le 9 juillet à Augsbourg, en Bavière, Guillaume III, l'Empereur, l'Espagne, la Suède, la Bavière et les ducs de Saxe s'allient contre la France. En septembre l'électeur Palatin et le duc de Holstein-Gothorp rejoignent la ligue. En 1689 la ligue se renforce par l'alliance de l'empereur avec les Provinces-Unies. Le Danemark, l’Angleterre du nouveau Roi Guillaume III et l’Espagne rejoignent également l'alliance. L'échec de la tentative d'imposer au pape la nomination d'un archevêque pro-français à Cologne débouche sur l'occupation militaire de la ville par les Français (juin 1688). C’est le début de la guerre de la Ligue d'Augsbourg qui dure jusqu'en 1697.

## Le Piémont-Savoie en 1690
La Savoie, qui correspond à peu près aux deux départements français de Savoie (département) et de Haute-Savoie créés ultérieurement, n'a pas été intégrée à la France avant le XIXe siècle. En 1416, la Savoie obtient, avec Amédée VIII le Pacifique le statut de duché de l’Empire romain germanique. En 1418, le duc de Savoie hérite de la province italienne du Piémont. La maison de Savoie possède le contrôle des cols et passages du Valais à la Méditerranée. Entre monarchies françaises, germaniques, espagnoles ou autrichiennes, les souverains savoyards par leurs alliances deviennent incontournables en Europe.
La fin du règne d'Amédée VIII ouvre une période de décadence qui perdurera au moins jusqu'en 1630 et qui découle en grande partie de l'impossibilité pour le duché de se maintenir à l'écart des conflits entre grandes puissances européennes. Avant 1690, la Savoie a connu trois occupations françaises ; respectivement en 1536-1553, 1600-1601 et 1630-31. En fait, la France ne veut pas l'annexion de la Savoie, mais à l'exception de celle-ci, le duché se voit progressivement dépouiller de toutes ses possessions à l'ouest des Alpes : Bresse et Bugey et au nord du lac Léman : Valais et Genève, si bien que le centre de gravité du duché glisse de plus en plus du côté italien et ce glissement débouche en 1563 sur le déplacement officiel de la capitale à Turin aux dépens de Chambéry. Dans la pratique, le déménagement de la capitale était entré dans les faits depuis 1536. L'amalgame entre la Savoie et le Piémont ne se fera jamais réellement, sans doute plus pour des raisons culturelles que géographiques : La Savoie appartient à l'aire française alors que le Piémont est italien.
À partir de 1631, après le traité de Cherasco qui cédait à la France la forteresse de Pignerol et une partie du Montferrat, sous les règnes de Victor-Amédée Ier, Charles-Emmanuel II et Victor-Amédée II, la Savoie peut jouir de soixante années de vie paisible, même si cette paix se fait à l'ombre de la puissance grandissante de la France. Louis XIV traitera vraiment le duché de Savoie-Piémont en État vassal.
En 1686, une grande partie de l'Europe se ligue contre la France de Louis XIV au faîte de sa puissance et constitue une coalition connue sous le nom de Ligue d'Augsbourg. C'est le moment que choisit le nouveau souverain de Piémont-Savoie Victor-Amédée II pour se libérer de la pesante tutelle française. En 1690 Louis XIV avait menacé Victor-Amédée II de Savoie au fin d'occuper les forteresses de Turin et Verceil lui demande aussi d'envoyer trois régiments de dragons et 2000 soldats contre les Pays-Bas ou contre les Espagnols à Milan. La conséquence immédiate en est une nouvelle occupation française de la Savoie, entre 1690 et 1696. Cette occupation ne touche que la Savoie. Le Piémont, à l'est des Alpes reste sous le contrôle de Victor Amédée II et des forces de la Ligue d'Augsbourg. L'entrée en guerre contre la France ne réussit pas particulièrement à Victor Amédée II: le 18 août 1690, ses troupes sont défaites à la bataille de Staffarda par le maréchal de Catinat. Eugène de Savoie, général des armées impériales, réussit à repousser les Français hors du Piémont, mais ceux-ci prennent tout de même la Savoie et Nice.
Si la ligue d'Augsbourg est, en gros, protestante, la Savoie, comme le Piémont sont restés catholiques. Lorsqu'au XVIe siècle, une partie de l'Europe était gagnée par la Réforme protestante, la Savoie reste majoritairement catholique, même si au moment de son occupation par les Bernois, en 1538, le Chablais a un moment basculé dans l'autre camp.

## La campagne du Dauphiné de 1692
En 1692, Victor-Amédée II de Savoie, partie prenante de la ligue d'Augsbourg contre la France de Louis XIV, envahit la région de Gap à la tête d'une armée de 40 000 hommes.
La guerre contre la France se déroule alors surtout dans le nord de l'Europe, notamment dans les Pays-Bas espagnols où les armées françaises commandées par le maréchal de Luxembourg remportent une série de victoires. Il s'agit alors pour les coalisés de la Ligue d'Augsbourg d'opérer une diversion en menaçant la France sur ses arrières, du côté de Grenoble et de Lyon. Victor Amédée II est donc pressé d'intervenir à partir du Piémont.
Le 21 juillet 1692, l'armée de Victor-Amédée se met en marche contre la France. Elle comprend des contingents piémontais, allemands, espagnols et vaudois que l'on appelle les « barbets ». L'armée comporte également un fort contingent de protestants français commandés par un de Montbrun, de la famille du célèbre capitaine huguenot Charles Dupuy de Montbrun. Trois régiments sont sous les ordres du comte Ménard de Schomberg, fils du célèbre réfugié huguenot Frédéric-Armand de Schomberg qui s'était mis au service de Guillaume II d'Orange après la révocation de l'édit de Nantes. Du côté de la Ligue d’Augsbourg, on pouvait espérer que les huguenots français, souvent nouveaux convertis au catholicisme, allaient se révolter et basculer du côté des coalisés. Par ailleurs, les objectifs militaires de la campagne sont très imprécis. On ne sait pas très bien si Victor Amédée veut s'établir durablement dans les régions qu'il conquiert ou s'il s'agit uniquement d'une opération punitive limitée dans le temps. Et alors que la vallée voisine de Barcelonnette était savoyarde, Victor-Amédée n'a pas mis à profit cette proximité pour déployer un réseau d'espions : il se montre fort ignorant des conditions topographiques.
Les 40 000 hommes de l'armée coalisée franchissent les Alpes au col de Larche puis passent le col de Vars et tombent sur Guillestre qui est prise le 29 juillet. Le 16 août, c'est-au tour d'Embrun de tomber, après un siège de 10 jours, défendue par une garnison de 2 500 hommes sous les ordres du marquis de Larrey.
Du côté français, Catinat dispose de 20 500 hommes, mais il doit défendre une vaste zone incluant la haute vallée de la Durance, avec Briançon, les places fortes de Suse et Pignerol, dans les Alpes italiennes, la grande route de Grenoble par le Champsaur, appelée ultérieurement route Napoléon et enfin la route de la Provence par la Durance. Il dispose d'une solide garnison à Aspres-lès-Corps pour défendre la route de Grenoble. En plus des troupes régulières, il dispose également de milices organisées dans le Diois qui peuvent tirer parti des barrières naturelles que sont la vallée du Buëch et les massifs montagneux pour barrer l'accès à la vallée du Rhône et aux Baronnies. Catinat a fait appel « au ban et à l'arrière-ban », c'est-à-dire à tous les hommes en état de porter les armes, encadrés par la noblesse locale, mais comme il se méfie des nouveaux convertis, ses instructions stipulent de ne faire prendre les armes qu'aux anciens catholiques. En fait, cette méfiance se révèlera injustifiée, car les non-catholiques font preuve du loyalisme le plus absolu.
Victor-Amédée entre dans Gap le 28 août et de là, il lance des avant-gardes en direction de Lus-la-Croix-Haute, Veynes et Sisteron, mais la stratégie défensive de Catinat se révèle d'une certaine efficacité puisqu'il semble que les armées de Victor-Amédée ne franchissent pas le Buëch, n'atteignent pas Sisteron et ne passent pas le col de la Croix-Haute. En outre, frappé par la petite vérole, le duc de Savoie est pris d'un violent accès de fièvre après la prise de Gap. Il est évacué sur Embrun pour y être soigné en laissant le commandement à Caprara. Les détachements lancés en avant-garde se heurtent partout à une vive résistance. Le 12 septembre les troupes campées autour de Gap reçoivent l’ordre de se replier vers Embrun. Victor Amédée les rejoint à Guillestre le 18 septembre au soir et repart le lendemain vers Barcelonnette et Coni par le même chemin que celui par lequel il était arrivé.
L'invasion du Dauphiné s'achève donc au bout de moins de deux mois mais elle laisse beaucoup de dégâts. Dès le 27 juillet, après le passage du col de Vars, l'avant-garde formée de réfugiés protestants procède à des pillages et à des incendies. Embrun est épargnée, peut-être à cause du titre de « prince de l'Église » dont peut s'enorgueillir l'évêque d'Embrun Charles Brûlart de Genlis, mais Gap est pillée et incendiée : sur les 953 maisons de la commune, 798 sont détruites. De nombreux villages sont détruits, notamment par le prince Eugène qui, se rendant dans le Champsaur le 29 août avec une partie de la cavalerie, détruit tout sur son passage.
Sur la route du retour, le pillage de la Provence est évité de justesse par le gouverneur de Seyne, monsieur de Pontis. Alors que des mercenaires allemands fondent sur le village d’Ubaye depuis le col de Pontis afin de traverser l’Ubaye et de pénétrer en Provence, il fait bruler le pont de bois d’Ubaye et fait couper les cordes du bac sur la Durance, supprimant ainsi l’accès à Saint-Vincent et à Seyne.

## Suite et conséquences

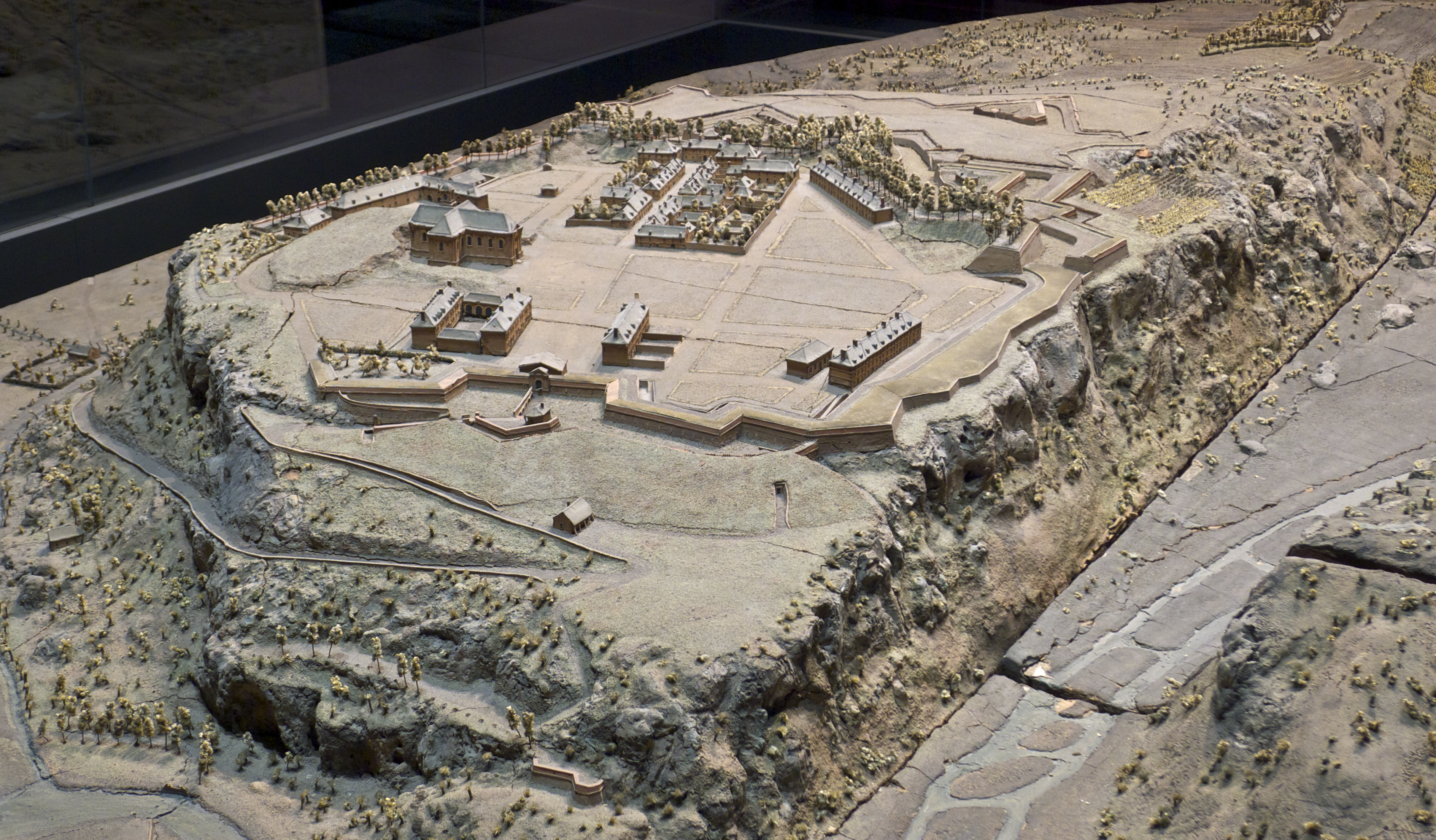
Plan-relief de la forteresse de Mont-Dauphin (1695). Le développement attendu de la ville a été anticipé et l'église est représentée terminée alors qu'elle n'a jamais été achevée.

Pour que l'invasion par le col de Vars ne se reproduise plus, la construction du fort de Mont-Dauphin est engagée dès 1693 sous l'autorité de Vauban.
Il en va de même pour la vallée de l’Ubaye. Les Tourniquets du Lauzet étant réputés infranchissables, Vauban fait construire, sur les ruines d’un ancien château médiéval le fort de Saint-Vincent et fortifier la ville de Seyne. Toute la frontière entre France et Savoie sera ainsi protégée.
Victor-Amédée poursuit les hostilités contre le roi de France en tentant de bloquer Pignerol en août 1693. Catinat décide de passer à l'attaque et prend l'avantage sur les troupes hispano-piémontaises à la bataille de La Marsaille. Le traité de Turin du 19 août 1696 oblige le duc de Savoie à repasser dans le camp français et à marier sa fille avec le duc de Bourgogne, petit-fils du roi. La Savoie est ensuite malmenée dans les tourbillons de la guerre de Succession d'Espagne, ce qui lui vaut une nouvelle occupation française, en 1703-1713.